# Novi Velia
Pour les articles homonymes, voir Élée.
Novi Velia est une commune de la province de Salerne, dans la région Campanie, en Italie.

## Administration
| Période                                  | Période  | Identité        | Étiquette | Qualité |
| ---------------------------------------- | -------- | --------------- | --------- | ------- |
| 14 juin 2004                             | En cours | Adriano De Vita |           |         |
| Les données manquantes sont à compléter. |          |                 |           |         |

### Communes limitrophes
Campora, Cannalonga, Ceraso, Cuccaro Vetere, Futani, Laurino, Montano Antilia, Rofrano, Vallo della Lucania.